# Valdemar Berglund
Johan Valdemar Berglund (i riksdagen kallad Berglund i Arvidsjaur), född 29 maj 1904 i Piteå, död 14 juli 1960 i Arvidsjaur, var en svensk bokhållare, journalist och politiker (socialdemokrat). 
Valdemar Berglund var riksdagsledamot i andra kammaren 1958–1960 för Norrbottens läns valkrets. Han är begravd på Arvidsjaurs kyrkogård.